# 曼泰-维尔普拉
曼泰-維爾普拉（芬蘭語：Mänttä-Vilppula）是芬蘭中南部皮尔坎马区一个使用“城市”称呼的市鎮。市镇面積为657平方公里，2023年人口数量为9,270人。該地區湖泊有魯奧韋西湖、庫奧雷韋西湖和凱烏魯塞爾凱湖。

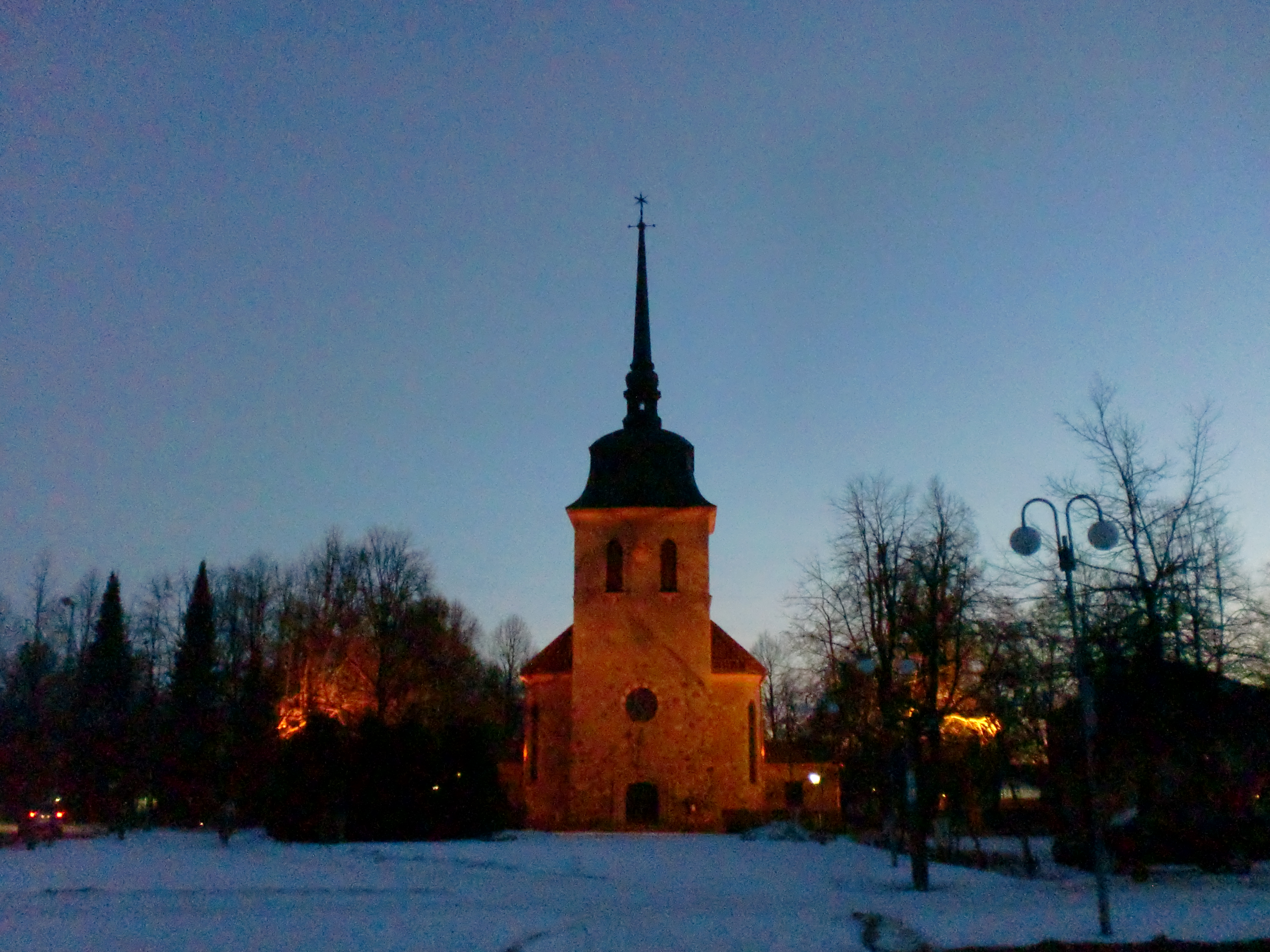
曼泰教堂
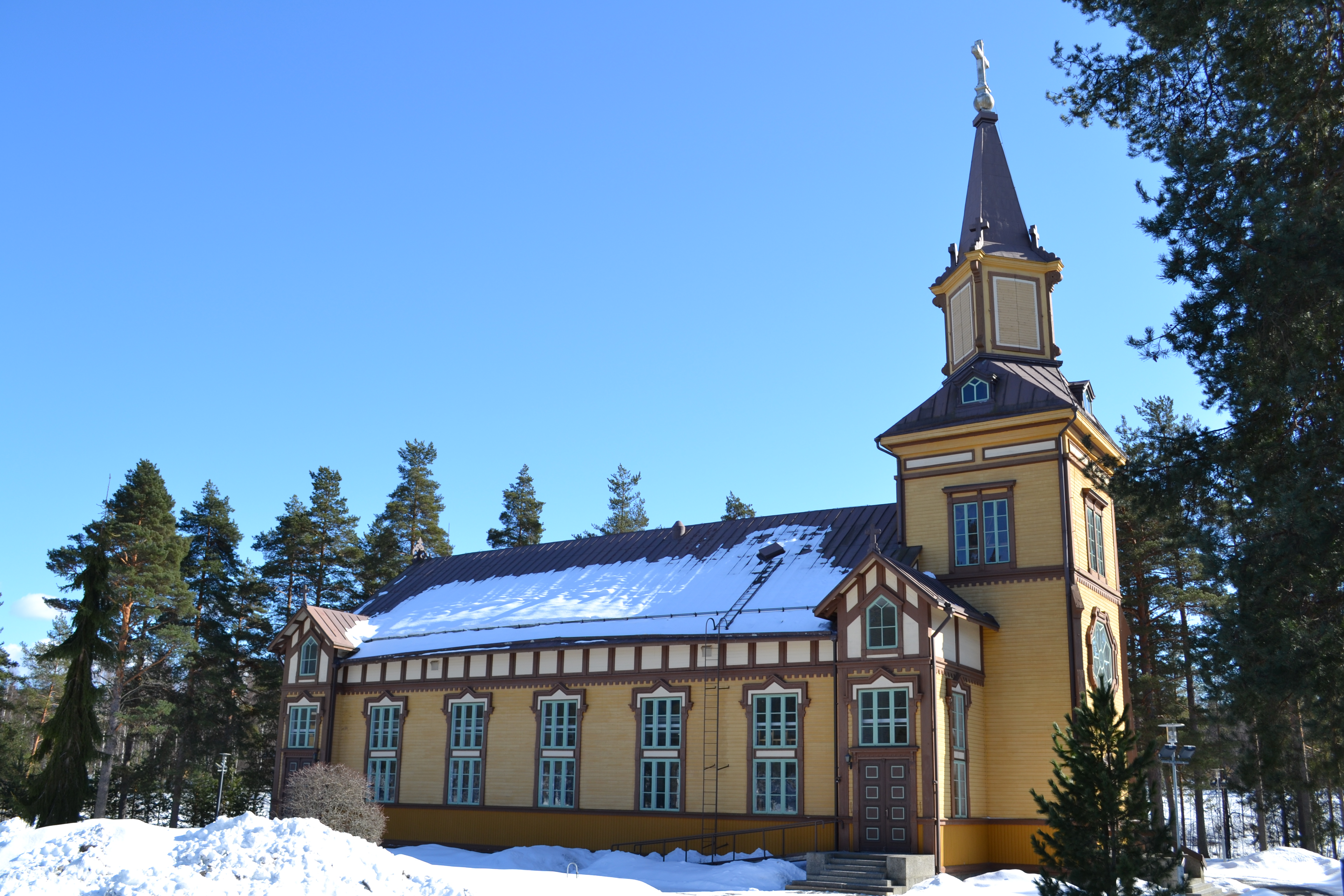
维尔普拉教堂
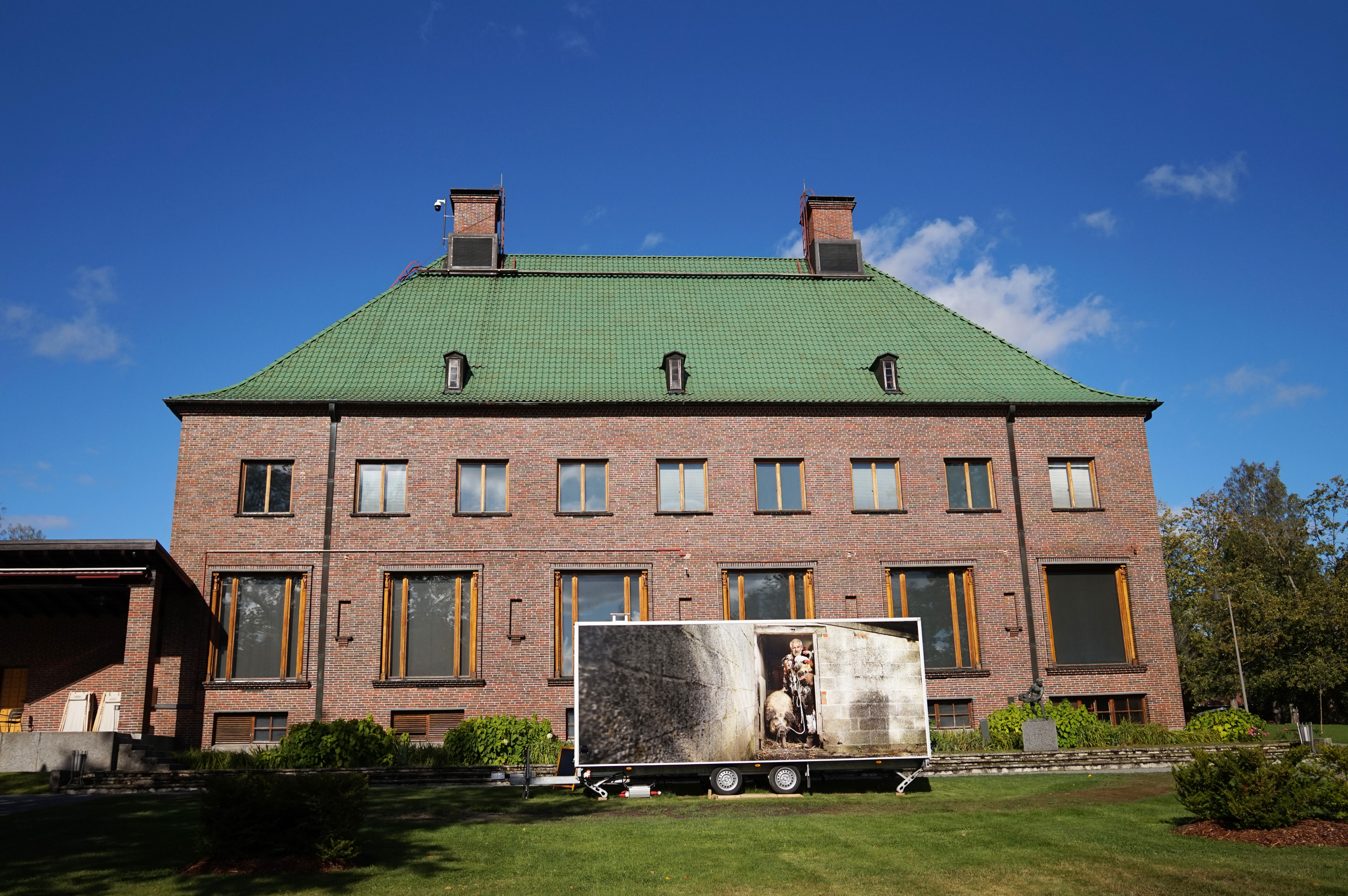
塞拉基乌斯博物馆之约斯塔分馆
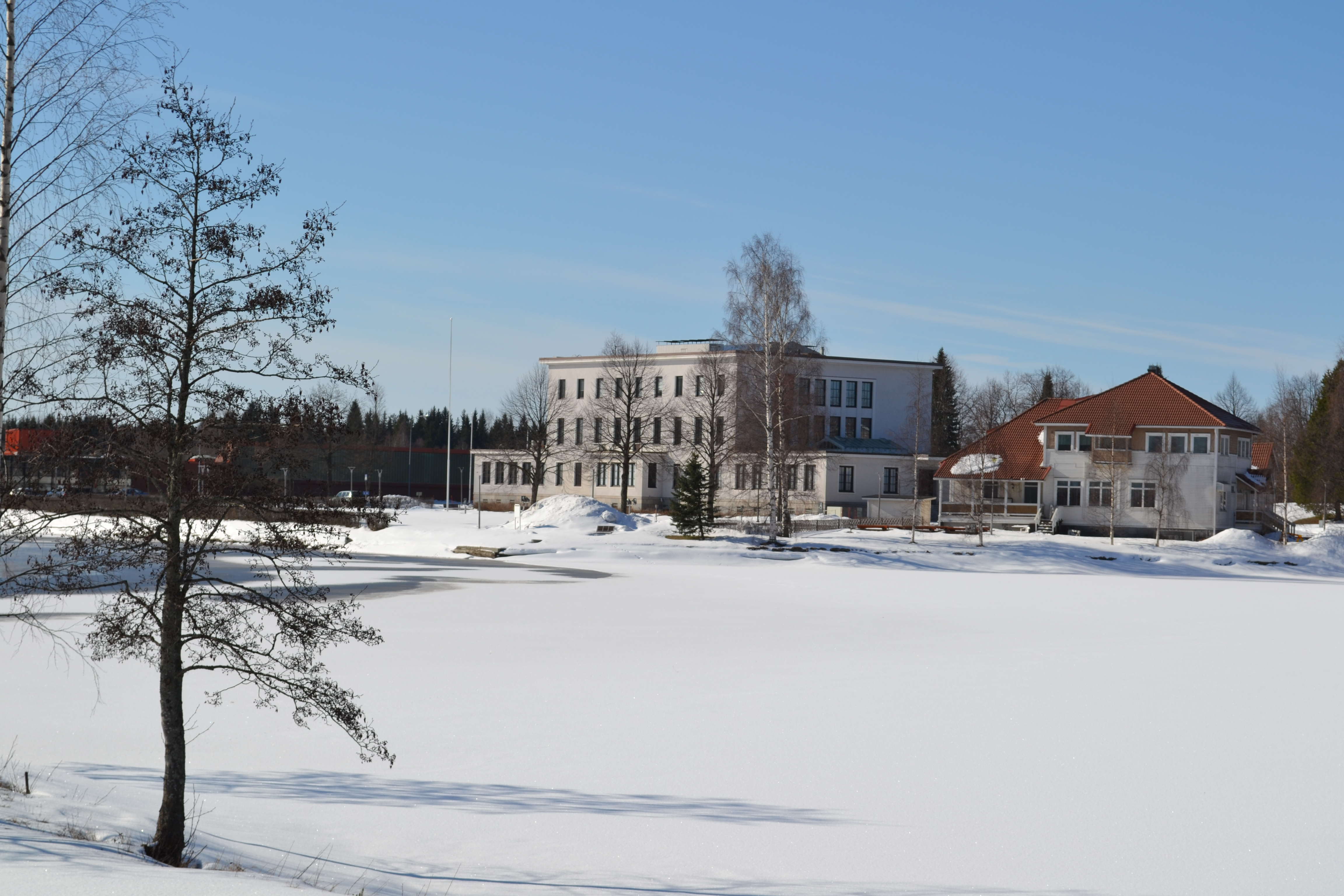
塞拉基乌斯博物馆之古斯塔夫分馆

## 外部連結
- 官方网站  （文）